# ニール・スキャンラン
ニール・スキャンラン（Neal Scanlan, 1961年 - ）は、イギリスの視覚効果アーティスト、メイクアップアーティストである。『スター・ウォーズ』のシークエル三部作やアンソロジーシリーズへの参加で知られる。『ベイブ』（1995年）でアカデミー視覚効果賞を受賞した。

## 主なフィルモグラフィ
- プロメテウス Prometheus (2012)
- スター・ウォーズ/フォースの覚醒 Star Wars: The Force Awakens (2015)
- ローグ・ワン/スター・ウォーズ・ストーリー Rogue One: A Star Wars Story (2016)
- スター・ウォーズ/最後のジェダイ Star Wars: The Last Jedi (2017)
- ハン・ソロ/スター・ウォーズ・ストーリー Solo: A Star Wars Story (2018)
- ジュラシック・ワールド/炎の王国 Jurassic World: Fallen Kingdom (2018)
- スター・ウォーズ/スカイウォーカーの夜明け Star Wars: The Rise of Skywalker (2019)

## 受賞とノミネート
| 賞               | 年   | 部門                | 作品名                                    | 結果       |
| ---------------- | ---- | ------------------- | ----------------------------------------- | ---------- |
| アカデミー賞     | 1995 | 視覚効果賞          | ベイブ                                    | 受賞       |
| アカデミー賞     | 2015 | 視覚効果賞          | スター・ウォーズ/フォースの覚醒           | ノミネート |
| アカデミー賞     | 2017 | 視覚効果賞          | スター・ウォーズ/最後のジェダイ           | ノミネート |
| アカデミー賞     | 2018 | 視覚効果賞          | ハン・ソロ/スター・ウォーズ・ストーリー   | ノミネート |
| アカデミー賞     | 2019 | 視覚効果賞          | スター・ウォーズ/スカイウォーカーの夜明け | ノミネート |
| 英国アカデミー賞 | 1995 | 特殊効果賞          | ベイブ                                    | ノミネート |
| 英国アカデミー賞 | 1998 | 特殊効果賞          | ベイブ/都会へ行く                         | ノミネート |
| 英国アカデミー賞 | 2015 | 特殊視覚効果賞      | スター・ウォーズ/フォースの覚醒           | 受賞       |
| 英国アカデミー賞 | 2016 | メイクアップ/ヘア賞 | ローグ・ワン/スター・ウォーズ・ストーリー | ノミネート |
| 英国アカデミー賞 | 2017 | 特殊視覚効果賞      | スター・ウォーズ/最後のジェダイ           | ノミネート |
| 英国アカデミー賞 | 2019 | 特殊視覚効果賞      | スター・ウォーズ/スカイウォーカーの夜明け | ノミネート |